# أولاد محند فطومة (أولاد محند فطومة)
أولاد محند فطومة هو دُوَّار يقع بجماعة بني وكيل أولاد امحند، إقليم الناظور، جهة الشرق في المملكة المغربية. ينتمي الدوّار لمشيخة أولاد محند فطومة التي تضم 4 دواوير. يقدر عدد سكانه بـ 1127 نسمة حسب الإحصاء الرسمي للسكان والسكنى لسنة 2004.

## روابط خارجية
- البوابة الوطنية للجماعات الترابية
- المندوبية السامية للتخطيط